# Trichosteleum perrotii
Trichosteleum perrotii là một loài Rêu trong họ Sematophyllaceae. Loài này được (Renauld & Cardot) Renauld & Cardot miêu tả khoa học đầu tiên năm 1892.